# Франція на пісенному конкурсі Євробачення
Франція бере участь в Пісенному конкурсі Євробачення щороку з моменту його заснування в 1956, крім 1974 та 1982 років. Французи перемагали на конкурсі 5 разів — у 1958, 1960, 1962, 1969 і 1977 роках.

## Учасники Євробачення від Франції
Умовні позначення
     Переможець
     Друге місце
     Третє місце
     Четверте місце
     П'яте місце
     Останнє місце
     Автоматичний фіналіст
     Не пройшла до фіналу
     Не брала участі
     Відмова/дискваліфікація/скасування конкурсу (якщо країна обрала перед цим учасника)
| Рік  | Місце проведення   | Виконавець                           | Мова                                     | Пісня                                       | Переклад                           | Фінал                              | Бали                               | ПФ                          | Бали                        |
| ---- | ------------------ | ------------------------------------ | ---------------------------------------- | ------------------------------------------- | ---------------------------------- | ---------------------------------- | ---------------------------------- | --------------------------- | --------------------------- |
| 1956 | Лугано             | Мате Альтері                         | французька                               | «Le temps perdu»                            | Втрачений час                      | 2-е                                | Н/Д                                | Без півфіналів              | Без півфіналів              |
| 1956 | Лугано             | Дані Даберсон                        | французька                               | «Il est là»                                 | Він там                            | 2-е                                | Н/Д                                | Без півфіналів              | Без півфіналів              |
| 1957 | Франкфурт-на-Майні | Поль Дежарден                        | французька                               | «La belle amour»                            | Красива любов                      | 2-е                                | 17                                 | Без півфіналів              | Без півфіналів              |
| 1958 | Гілверсум          | Андре Клаво                          | французька                               | «Dors, mon amour»                           | Спи, моя любов                     | 1-е                                | 27                                 | Без півфіналів              | Без півфіналів              |
| 1959 | Канни              | Жан Філіпп                           | французька                               | «Oui, oui, oui, oui»                        | Так, так, так, так                 | 3-є                                | 15                                 | Без півфіналів              | Без півфіналів              |
| 1960 | Лондон             | Жаклін Буає                          | французька                               | «Tom Pillibi»                               | Том Пілібі                         | 1-е                                | 32                                 | Без півфіналів              | Без півфіналів              |
| 1961 | Канни              | Жан-Поль Марік                       | французька                               | «Printemps, avril carillonne»               | Весна, квітневі куранти            | 4-е                                | 13                                 | Без півфіналів              | Без півфіналів              |
| 1962 | Люксембург         | Ізабель Обре                         | французька                               | «Un premier amour»                          | Перше кохання                      | 1-е                                | 26                                 | Без півфіналів              | Без півфіналів              |
| 1963 | Лондон             | Ален Барр'є                          | французька                               | «Elle était si jolie»                       | Вона була така красива             | 5-е                                | 25                                 | Без півфіналів              | Без півфіналів              |
| 1964 | Копенгаген         | Рашель                               | французька                               | «Le chant de Mallory»                       | Пісня Меллорі                      | 4-е                                | 14                                 | Без півфіналів              | Без півфіналів              |
| 1965 | Неаполь            | Гі Мардель                           | французька                               | «N'avoue jamais»                            | Ніколи не зізнавайся               | 3-є                                | 22                                 | Без півфіналів              | Без півфіналів              |
| 1966 | Люксембург         | Домінік Вальтер                      | французька                               | «Chez nous»                                 | У нас                              | 16-е                               | 1                                  | Без півфіналів              | Без півфіналів              |
| 1967 | Відень             | Ноель Кордьє                         | французька                               | «Il doit faire beau là-bas»                 | Мабуть там гарно                   | 3-є                                | 20                                 | Без півфіналів              | Без півфіналів              |
| 1968 | Лондон             | Ізабель Обре                         | французька                               | «La source»                                 | Джерело                            | 3-є                                | 20                                 | Без півфіналів              | Без півфіналів              |
| 1969 | Мадрид             | Фріда Боккара                        | французька                               | «Un jour, un enfant»                        | Одного разу, дитина                | 1-е                                | 18                                 | Без півфіналів              | Без півфіналів              |
| 1970 | Амстердам          | Гі Бонне                             | французька                               | «Marie-Blanche»                             | Марі-Бланш                         | 4-е                                | 8                                  | Без півфіналів              | Без півфіналів              |
| 1971 | Дублін             | Серж Лама                            | французька                               | «Un jardin sur la terre»                    | Сад на землі                       | 10-е                               | 82                                 | Без півфіналів              | Без півфіналів              |
| 1972 | Единбург           | Бетті Марс                           | французька                               | «Comé-comédie»                              | Коме-комедія                       | 11-е                               | 81                                 | Без півфіналів              | Без півфіналів              |
| 1973 | Люксембург         | Мартін Клімансо                      | французька                               | «Sans toi»                                  | Без вас                            | 15-е                               | 65                                 | Без півфіналів              | Без півфіналів              |
| 1974 | Брайтон            | Дані                                 | французька                               | «La vie à vingt-cinq ans»                   | Життя в двадцять п'ять років       | Відмова від участі                 | Відмова від участі                 | Відмова від участі          | Відмова від участі          |
| 1975 | Стокгольм          | Ніколь Р'є                           | французька                               | «Et bonjour à toi l'artiste»                | І привіт тобі, художнику           | 4-е                                | 91                                 | Без півфіналів              | Без півфіналів              |
| 1976 | Гаага              | Катрін Феррі                         | французька                               | «Un, deux, trois»                           | Один, два, три                     | 2-е                                | 147                                | Без півфіналів              | Без півфіналів              |
| 1977 | Лондон             | Марі Міріам                          | французька                               | «L'oiseau et l'enfant»                      | Пташка й дитина                    | 1-е                                | 136                                | Без півфіналів              | Без півфіналів              |
| 1978 | Париж              | Жоель Превос                         | французька                               | «Il y aura toujours des violons»            | Завжди будуть скрипки              | 3-є                                | 119                                | Без півфіналів              | Без півфіналів              |
| 1979 | Єрусалим           | Анн-Марі Давід                       | французька                               | «Je suis l'enfant soleil»                   | Я — дитина сонця                   | 3-є                                | 106                                | Без півфіналів              | Без півфіналів              |
| 1980 | Гаага              | Profil                               | французька                               | «Hé, hé M'sieurs dames»                     | Гей, гей, пані та панове           | 11-е                               | 45                                 | Без півфіналів              | Без півфіналів              |
| 1981 | Дублін             | Жан Габілу                           | французька                               | «Humanahum»                                 | Людська планета                    | 3-є                                | 125                                | Без півфіналів              | Без півфіналів              |
| 1982 | Гаррогейт          | Не брала участь                      | Не брала участь                          | Не брала участь                             | Не брала участь                    | Не брала участь                    | Не брала участь                    | Не брала участь             | Не брала участь             |
| 1983 | Мюнхен             | Гі Бонне                             | французька                               | «Vivre»                                     | Жити                               | 8-е                                | 56                                 | Без півфіналів              | Без півфіналів              |
| 1984 | Люксембург         | Аннік Тумазо                         | французька                               | «Autant d'amoureux que d'étoiles»           | Скільки закоханих, стільки і зірок | 8-е                                | 61                                 | Без півфіналів              | Без півфіналів              |
| 1985 | Гетеборг           | Роже Бан                             | французька                               | «Femme dans ses rêves aussi»                | Жінка в його мріях теж             | 10-е                               | 56                                 | Без півфіналів              | Без півфіналів              |
| 1986 | Берген             | Cocktail Chic                        | французька                               | «Européennes»                               | Європейки                          | 17-е                               | 13                                 | Без півфіналів              | Без півфіналів              |
| 1987 | Брюссель           | Крістін Міньєр                       | французька                               | «Les mots d'amour n'ont pas de dimanche»    | У слів любові немає неділі         | 14-е                               | 44                                 | Без півфіналів              | Без півфіналів              |
| 1988 | Дублін             | Жерар Ленорман                       | французька                               | «Chanteur de charme»                        | Чарівна співачка                   | 10-е                               | 64                                 | Без півфіналів              | Без півфіналів              |
| 1989 | Лозанна            | Наталі Пак                           | французька                               | «J'ai volé la vie»                          | Я вкрала життя                     | 8-е                                | 60                                 | Без півфіналів              | Без півфіналів              |
| 1990 | Загреб             | Жоель Урсулл                         | французька                               | «White and Black Blues»                     | Білий та чорний блюз               | 2-е                                | 132                                | Без півфіналів              | Без півфіналів              |
| 1991 | Рим                | Аміна                                | французька                               | «C'est le dernier qui a parlé qui a raison» | Правий той, хто говорив останнім   | 2-е                                | 146                                | Без півфіналів              | Без півфіналів              |
| 1992 | Мальме             | Калі                                 | антильська франко-креольська, французька | «Monté la riviè»                            | Піднялися по річці                 | 8-е                                | 73                                 | Без півфіналів              | Без півфіналів              |
| 1993 | Мілстріт           | Патрік Фйорі                         | корсиканська, французька                 | «Mama Corsica»                              | Мама Корсика                       | 4-е                                | 121                                | Kvalifikacija za Millstreet | Kvalifikacija za Millstreet |
| 1994 | Дублін             | Ніна Морато                          | французька                               | «Je suis un vrai garçon»                    | Я справжній хлопчик                | 7-е                                | 74                                 | Без півфіналів              | Без півфіналів              |
| 1995 | Дублін             | Наталі Сантамарія                    | французька                               | «Il me donne rendez-vous»                   | Він призначає мені зустріч         | 4-е                                | 94                                 | Без півфіналів              | Без півфіналів              |
| 1996 | Осло               | Дан Ар Браз та L'Héritage des Celtes | бретонська                               | «Diwanit Bugale»                            | Розвиток дітей                     | 19-е                               | 18                                 | 11-е                        | 55                          |
| 1997 | Дублін             | Фанні                                | французька                               | «Sentiments songes»                         | Почуття мрії                       | 7-е                                | 95                                 | Без півфіналів              | Без півфіналів              |
| 1998 | Бірмінгем          | Марі Лен                             | французька                               | «Où aller»                                  | Куди йти                           | 24-е                               | 3                                  | Без півфіналів              | Без півфіналів              |
| 1999 | Єрусалим           | Ная                                  | французька                               | «Je veux donner ma voix»                    | Я хочу віддати свій голос          | 19-е                               | 14                                 | Без півфіналів              | Без півфіналів              |
| 2000 | Стокгольм          | Софія Местарі                        | французька                               | «On aura le ciel»                           | У нас буде небо                    | 23-є                               | 5                                  | Без півфіналів              | Без півфіналів              |
| 2001 | Копенгаген         | Наташа Сен-П'єр                      | англійська, французька                   | «Je n'ai que mon âme»                       | У мене є тільки моя душа           | 4-е                                | 142                                | Без півфіналів              | Без півфіналів              |
| 2002 | Таллінн            | Сандрін Франсуа                      | французька                               | «Il faut du temps»                          | Це потребує часу                   | 5-е                                | 104                                | Без півфіналів              | Без півфіналів              |
| 2003 | Рига               | Луїза Байлаш                         | французька                               | «Monts et merveilles»                       | Навороти і свистки                 | 18-е                               | 19                                 | Без півфіналів              | Без півфіналів              |
| 2004 | Стамбул            | Жонатан Серрада                      | іспанська, французька                    | «À chaque pas»                              | З кожним кроком                    | 15-е                               | 40                                 | Член «Великої 4»            | Член «Великої 4»            |
| 2005 | Київ               | Орталь                               | французька                               | «Chacun pense à soi»                        | Кожен думає про себе               | 23-є                               | 11                                 | Член «Великої 4»            | Член «Великої 4»            |
| 2006 | Афіни              | Віржін Пучен                         | французька                               | «Il était temps»                            | Був час                            | 22-е                               | 5                                  | Член «Великої 4»            | Член «Великої 4»            |
| 2007 | Гельсінкі          | Les Fatals Picards                   | англійська, французька                   | «L'amour à la française»                    | Французька любов                   | 22-е                               | 19                                 | Член «Великої 4»            | Член «Великої 4»            |
| 2008 | Белград            | Себастьян Тельє                      | англійська, французька                   | «Divine»                                    | Божественний                       | 19-е                               | 47                                 | Член «Великої 4»            | Член «Великої 4»            |
| 2009 | Москва             | Патрісія Каас                        | французька                               | «Et s'il fallait le faire»                  | І якби вам довелося це зробити     | 8-е                                | 107                                | Член «Великої 4»            | Член «Великої 4»            |
| 2010 | Осло               | Джессі Матадор                       | французька                               | «Allez Ola Olé»                             | Вперед Ола Оле                     | 12-е                               | 82                                 | Член «Великої 4»            | Член «Великої 4»            |
| 2011 | Дюссельдорф        | Аморі Вассілі                        | корсиканська                             | «Sognu»                                     | Мрія                               | 15-е                               | 82                                 | Член «Великої 5»            | Член «Великої 5»            |
| 2012 | Баку               | Анггун                               | англійська, французька                   | «Echo (You and I)»                          | Ехо (Ти і я)                       | 22-е                               | 21                                 | Член «Великої 5»            | Член «Великої 5»            |
| 2013 | Мальме             | Амандін Буржуа                       | французька                               | «L'enfer et moi»                            | Пекло і я                          | 23-є                               | 14                                 | Член «Великої 5»            | Член «Великої 5»            |
| 2014 | Копенгаген         | Twin Twin                            | французька                               | «Moustache»                                 | Вуса                               | 26-е                               | 2                                  | Член «Великої 5»            | Член «Великої 5»            |
| 2015 | Відень             | Ліза Анжель                          | французька                               | «N'oubliez pas»                             | Не забудь                          | 25-е                               | 4                                  | Член «Великої 5»            | Член «Великої 5»            |
| 2016 | Стокгольм          | Амір Хаддад                          | англійська, французька                   | «J'ai cherché»                              | Я шукав                            | 6-е                                | 257                                | Член «Великої 5»            | Член «Великої 5»            |
| 2017 | Київ               | Альма                                | англійська, французька                   | «Requiem»                                   | Реквієм                            | 12-е                               | 135                                | Член «Великої 5»            | Член «Великої 5»            |
| 2018 | Лісабон            | Madame Monsieur                      | французька                               | «Mercy»                                     | Милосердя                          | 13-е                               | 173                                | Член «Великої 5»            | Член «Великої 5»            |
| 2019 | Тель-Авів          | Білаль Ассані                        | англійська, французька                   | «Roi»                                       | Король                             | 16-е                               | 105                                | Член «Великої 5»            | Член «Великої 5»            |
| 2020 | Роттердам          | Том Лееб                             | французька, англійська                   | «Mon alliée» («The Best in Me»)             | Мій союзник (найкраще в мені)      | Конкурс скасовано через COVID-19 X | Конкурс скасовано через COVID-19 X | Член «Великої 5»            | Член «Великої 5»            |
| 2021 | Роттердам          | Барбара Праві                        | французька                               | «Voilà»                                     | Вуаля                              | 2-е                                | 499                                | Член «Великої 5»            | Член «Великої 5»            |
| 2022 | Турин              | Алван і Ahez                         | бретонська                               | «Fulenn»                                    | Іскра                              | 24-е                               | 17                                 | Член «Великої 5»            | Член «Великої 5»            |
| 2023 | Ліверпуль          | Ла Зарра                             | французька                               | «Évidemment»                                | Очевидно                           | 16-е                               | 104                                | Член «Великої 5»            | Член «Великої 5»            |
| 2024 | Мальме             | Сліман                               | французька                               | «Mon amour»                                 | Моя любов                          | 4-е                                | 445                                | Член «Великої 5»            | Член «Великої 5»            |
| 2025 | Базель             | Луан                                 | французька                               | «maman»                                     | Мама                               | 7-е                                | 230                                | Член «Великої 5»            | Член «Великої 5»            |

## Країна-господар
| Рік  | Місто | Місце                               | Ведучі                    |
| ---- | ----- | ----------------------------------- | ------------------------- |
| 1959 | Канни | Palais des Festivals et des Congrès | Жаклін Жубер              |
| 1961 | Канни | Palais des Festivals et des Congrès | Жаклін Жубер              |
| 1978 | Париж | Palais des congrès de Paris         | Деніз Фабр та Леон Зітрон |

## Нагороди

### Премія Марселя Безансона
| Рік  | Категорія                  | Пісня                      | Виконавець(ці)  | Результат | Бали | Місце проведення | Прим. |
| ---- | -------------------------- | -------------------------- | --------------- | --------- | ---- | ---------------- | ----- |
| 2002 | Приз преси                 | «Il faut du temps»         | Сандрін Франсуа | 5-е       | 104  | Таллінн          | [ 1 ] |
| 2009 | Мистецький приз            | «Et s'il fallait le faire» | Патрісія Каас   | 8-е       | 107  | Москва           | [ 2 ] |
| 2011 | Приз композиторів          | «Sognu»                    | Аморі Вассілі   | 15-е      | 82   | Дюссельдорф      | [ 3 ] |
| 2018 | Приз преси                 | «Mercy»                    | Madame Monsieur | 13-е      | 173  | Лісабон          | [ 4 ] |
| 2021 | Приз преси Мистецький приз | «Voilà»                    | Барбара Праві   | 2-е       | 499  | Роттердам        | [ 5 ] |

### Переможці OGAE
| Рік  | Пісня          | Виконавець(ці) | Результат | Бали | Місце проведення | Прим. |
| ---- | -------------- | -------------- | --------- | ---- | ---------------- | ----- |
| 2016 | «J'ai cherché» | Амір Хаддад    | 6         | 257  | Стокгольм        | [ 6 ] |

## Пов'язана участь

### Диригенти
До 1999 року, коли на конкурсі використовувався оркестр, було обов'язкова  присутність диригента, якщо країна його використовувала. Мовники могли надавати власних диригентів або звернутися до послуг диригента, призначеного мовником країни-господарки. Диригенти, які керували оркестром під час французьких заявок кожного року, перераховані нижче.
| Рік  | Диригент             | Музичний керівник | Нотатки | Прим.  |
| ---- | -------------------- | ----------------- | ------- | ------ |
| 1956 | Франк Пурсель        | Н/Д               |         | [ 8 ]  |
| 1957 | Франк Пурсель        | Н/Д               |         | [ 8 ]  |
| 1958 | Франк Пурсель        | Н/Д               |         | [ 8 ]  |
| 1959 | Франк Пурсель        | Франк Пурсель     | [ d ]   | [ 8 ]  |
| 1960 | Франк Пурсель        | Н/Д               |         | [ 8 ]  |
| 1961 | Франк Пурсель        | Франк Пурсель     | [ e ]   | [ 8 ]  |
| 1962 | Франк Пурсель        | Н/Д               |         | [ 8 ]  |
| 1963 | Франк Пурсель        | Н/Д               |         | [ 8 ]  |
| 1964 | Франк Пурсель        | Н/Д               |         | [ 8 ]  |
| 1965 | Франк Пурсель        | Н/Д               |         | [ 8 ]  |
| 1966 | Франк Пурсель        | Н/Д               |         | [ 8 ]  |
| 1967 | Франк Пурсель        | Н/Д               |         | [ 8 ]  |
| 1968 | Ален Горагер         | Н/Д               |         | [ 8 ]  |
| 1969 | Франк Пурсель        | Н/Д               |         | [ 8 ]  |
| 1970 | Франк Пурсель        | Н/Д               |         | [ 9 ]  |
| 1971 | Франк Пурсель        | Н/Д               |         | [ 9 ]  |
| 1972 | Франк Пурсель        | Н/Д               |         | [ 9 ]  |
| 1973 | Жан Клодрік          | Н/Д               |         | [ 9 ]  |
| 1974 | Жан-Клод Петі        | Н/Д               | [ f ]   | [ 9 ]  |
| 1975 | Жан Музі             | Н/Д               |         | [ 9 ]  |
| 1976 | Тоні Ралло           | Н/Д               |         | [ 9 ]  |
| 1977 | Раймон Доннез        | Н/Д               |         | [ 9 ]  |
| 1978 | Ален Горагер         | Франсуа Раубер    |         | [ 9 ]  |
| 1979 | Гі Маттеоні          | Н/Д               |         | [ 9 ]  |
| 1980 | Сільвано Санторіо    | Н/Д               |         | [ 10 ] |
| 1981 | Девід Спрінфілд      | Н/Д               |         | [ 10 ] |
| 1983 | Франсуа Раубер       | Н/Д               |         | [ 10 ] |
| 1984 | Франсуа Раубер       | Н/Д               |         | [ 10 ] |
| 1985 | Мішель Бернхольк     | Н/Д               |         | [ 10 ] |
| 1986 | Жан-Клод Петі        | Н/Д               |         | [ 10 ] |
| 1987 | Жан-Клод Петі        | Н/Д               |         | [ 10 ] |
| 1988 | Гі Маттеоні          | Н/Д               |         | [ 10 ] |
| 1989 | Гі Маттеоні          | Н/Д               |         | [ 10 ] |
| 1990 | Режи Дюпре           | Н/Д               |         |        |
| 1991 | Жером Піллеман       | Н/Д               |         |        |
| 1992 | Магді Васко Новеррас | Н/Д               |         |        |
| 1993 | Крістіан Краверо     | Н/Д               |         |        |
| 1994 | Ален Горагер         | Н/Д               |         |        |
| 1995 | Мішель Бернхольк     | Н/Д               |         |        |
| 1996 | Фіахра Тренч         | Н/Д               |         |        |
| 1997 | Режи Дюпре           | Н/Д               |         |        |
| 1998 | Мартін Кох           | Н/Д               | [ g ]   |        |

### Глави делегації
| Рік       | Глава делегації         | Прим.         |
| --------- | ----------------------- | ------------- |
| 2002—2012 | Бруно Берберес          | [ 11 ]        |
| 2013—2015 | Фредерік Валенчак       | [ 12 ]        |
| 2016—2018 | Едоардо Грассі          | [ 13 ]        |
| 2019      | Стівен Клеріма          | [ 13 ]        |
| 2020—     | Александра Редде-Аміель | [ 14 ] [ 15 ] |

### Коментатори та речники
| Рік  | Коментатор                                | Коментатор                     | Речник                        | Прим.                       |
| Рік  | Фінал                                     | Півфінал                       | Речник                        | Прим.                       |
| ---- | ----------------------------------------- | ------------------------------ | ----------------------------- | --------------------------- |
| 1956 | Мішель Ребел                              | Без півфіналів                 | Без речників                  | [ 16 ]                      |
| 1957 | Роберт Бове                               | Без півфіналів                 | Клод Дарже                    | [ 17 ]                      |
| 1958 | П'єр Чернія                               | Без півфіналів                 | Арман Лану                    | [ 18 ]                      |
| 1959 | Клод Дарже                                | Без півфіналів                 | Маріанна Лесен                | [ 19 ]                      |
| 1960 | П'єр Чернія                               | Без півфіналів                 | Арман Лану                    | [ 20 ]                      |
| 1961 | Роберт Бове                               | Без півфіналів                 | Арман Лану                    | [ 21 ]                      |
| 1962 | П'єр Чернія                               | Без півфіналів                 | Андре Вальмі                  |                             |
| 1963 | П'єр Чернія                               | Без півфіналів                 | Арман Лану                    |                             |
| 1964 | Роберт Бове                               | Без півфіналів                 | Жан-Клод Массульє             |                             |
| 1965 | П'єр Чернія                               | Без півфіналів                 | Жан-Клод Массульє             | [ 22 ]                      |
| 1966 | Франсуа Дегельт                           | Без півфіналів                 | Жан-Клод Массульє             |                             |
| 1967 | П'єр Чернія                               | Без півфіналів                 | Жан-Клод Массульє             | [ 23 ]                      |
| 1968 | П'єр Чернія                               | Без півфіналів                 | Жан-Клод Массульє             | [ 23 ]                      |
| 1969 | П'єр Чернія                               | Без півфіналів                 | Жан-Клод Массульє             | [ 23 ]                      |
| 1970 | П'єр Чернія                               | Без півфіналів                 | Жан-Клод Массульє             | [ 23 ]                      |
| 1971 | Жорж де Кон                               | Без півфіналів                 | Без речників                  |                             |
| 1972 | П'єр Чернія                               | Без півфіналів                 | Без речників                  |                             |
| 1973 | П'єр Чернія                               | Без півфіналів                 | Без речників                  |                             |
| 1974 | П'єр Чернія                               | Без півфіналів                 | Не брала участь               |                             |
| 1975 | Жорж де Кон                               | Без півфіналів                 | Марк Менант                   |                             |
| 1976 | Жан-Клод Массульє                         | Без півфіналів                 | Марк Менант                   |                             |
| 1977 | Жорж де Кон                               | Без півфіналів                 | Марк Менант                   |                             |
| 1978 | Леон Зітрон                               | Без півфіналів                 | Патріс Лаффонт                | [ 24 ]                      |
| 1979 | Марк Менант                               | Без півфіналів                 | Фаб'єн Егаль                  |                             |
| 1980 | Патрік Сабатьє                            | Без півфіналів                 | Фаб'єн Егаль                  |                             |
| 1981 | Патрік Сабатьє                            | Без півфіналів                 | Деніз Фабр                    |                             |
| 1982 | Андре Торрент                             | Без півфіналів                 | Не брала участь               |                             |
| 1983 | Леон Зітрон                               | Без півфіналів                 | Ніколь Андре                  |                             |
| 1984 | Леон Зітрон                               | Без півфіналів                 | Ніколь Андре                  |                             |
| 1985 | Патріс Лаффонт                            | Без півфіналів                 | Клементін Селарі              |                             |
| 1986 | Патріс Лаффонт                            | Без півфіналів                 | Патриція Лезьє                |                             |
| 1987 | Патрік Сімпсон-Джонс                      | Без півфіналів                 | Лайонель Кассан               |                             |
| 1988 | Лайонель Кассан                           | Без півфіналів                 | Кетрін Цейлак                 |                             |
| 1989 | Лайонель Кассан                           | Без півфіналів                 | Марі-Анж Нарді                |                             |
| 1990 | Річард Адаріді                            | Без півфіналів                 | Валері Моріс                  |                             |
| 1991 | Леон Зітрон                               | Без півфіналів                 | Даніела Лумброзо              |                             |
| 1992 | Тьєррі Беккаро                            | Без півфіналів                 | Олів'є Мінь                   |                             |
| 1993 | Патріс Лаффонт                            | Без півфіналів                 | Олів'є Мінь                   |                             |
| 1994 | Патріс Лаффонт                            | Без півфіналів                 | Лоран Ромейко                 |                             |
| 1995 | Олів'є Мінь                               | Без півфіналів                 | Тьєррі Беккаро                |                             |
| 1996 | Олів'є Мінь                               | Без півфіналів                 | Лоран Брумхед                 |                             |
| 1997 | Олів'є Мінь                               | Без півфіналів                 | Фредерік Феррер й Марі Міріам |                             |
| 1998 | Кріс Мейн, Лаура Мейн                     | Без півфіналів                 | Марі Міріам                   |                             |
| 1999 | Жульєн Леперс                             | Без півфіналів                 | Марі Міріам                   |                             |
| 2000 | Жульєн Леперс                             | Без півфіналів                 | Марі Міріам                   |                             |
| 2001 | Марк-Олів'є Фогіель, Дейв                 | Без півфіналів                 | Корін Ерме                    |                             |
| 2002 | Марк-Олів'є Фогіель, Дейв                 | Без півфіналів                 | Марі Міріам                   |                             |
| 2003 | Лоран Рюк'є, Ізабель Мерго                | Без півфіналів                 | Сандрін Франсуа               |                             |
| 2004 | Лоран Рюк'є, Ельза Фаєр                   | Не транслювали                 | Алекс Тейлор                  |                             |
| 2005 | Жульєн Леперс, Гі Карльє                  | Пеггі Олмі                     | Марі Міріам                   |                             |
| 2006 | Мішель Друкер, Клоді Сіар                 | Пеггі Олмі, Ерік Жан-Жан       | Софі Жовіллард                |                             |
| 2007 | Жульєн Леперс, Текс                       | Пеггі Олмі, Ян Реноард         | Ванесса Долмен                |                             |
| 2008 | Жульєн Леперс, Жан-Поль Готьє             | Пеггі Олмі, Ян Реноард         | Сиріл Хануна                  |                             |
| 2009 | Сиріл Хануна, Жульєн Курбе                | Пеггі Олмі, Ян Реноард         | Ян Реноард                    |                             |
| 2010 | Сиріл Хануна, Стефан Берн                 | Пеггі Олмі, Ян Реноард         | Одрі Шово                     |                             |
| 2011 | Лоран Бойє, Катрін Лара                   | Одрі Шово, Бруно Берберес      | Сиріл Феро                    |                             |
| 2012 | Сиріл Феро, Мірей Дюма                    | Одрі Шово, Бруно Берберес      | Аморі Вассілі                 |                             |
| 2013 | Сиріл Феро, Мірей Дюма                    | Одрі Шово, Бруно Берберес      | Марін Віньє                   |                             |
| 2014 | Сиріл Феро, Наташа Сен-П'єр               | Одрі Шово, Бруно Берберес      | Елоді Суйго                   |                             |
| 2015 | Стефан Берн, Маріанна Джеймс              | Марева Галантер, Жеремі Парайр | Віржині Гійом                 |                             |
| 2016 | Стефан Берн, Маріанна Джеймс              | Маріанна Джеймс, Джарі         | Елоді Ґоссен                  |                             |
| 2017 | Стефан Берн, Маріанна Джеймс, Амір Хаддад | Маріанна Джеймс, Джарі         | Елоді Ґоссен                  |                             |
| 2018 | Стефан Берн, Крістоф Віллем, Альма        | Крістоф Віллем, Андре Манукян  | Елоді Ґоссен                  |                             |
| 2019 | Стефан Берн, Андре Манукян                | Сенді Ерібер, Андре Манукян    | Юлія Молхоу                   | [ 25 ] [ 26 ]               |
| 2021 | Стефан Берн, Лоуренс Бокколіні            | Лоуренс Бокколіні              | Карла                         |                             |
| 2022 | Стефан Берн, Лоуренс Бокколіні            | Лоуренс Бокколіні              | Елоді Ґоссен                  | [ 27 ] [ 28 ]               |
| 2023 | Стефан Берн, Лоуренс Бокколіні            | Анггун, Андре Манукян          | Ангунн                        | [ 29 ] [ 30 ] [ 31 ] [ 32 ] |
| 2024 | Стефан Берн, Лоуренс Бокколіні            | Нікі Долл                      | Наташа Сен-П'єр               | [ 33 ] [ 34 ]               |

## Статистика голосувань (1956—2025)

### Франція дала найбільше очок:
| Місце | Країна          | Очок |
| ----- | --------------- | ---- |
| 1     | Ізраїль         | 151  |
| 2     | Велика Британія | 145  |
| 3     | Туреччина       | 134  |
| 4     | Португалія      | 128  |
| 5     | Іспанія         | 105  |

### Франція отримала найбільше очок від:
| Місце | Країна     | Очок |
| ----- | ---------- | ---- |
| 1     | Швейцарія  | 139  |
| 2     | Норвегія   | 130  |
| 3     | Нідерланди | 119  |
| 4     | Ірландія   | 117  |
| 5     | Німеччина  | 110  |

## Галерея

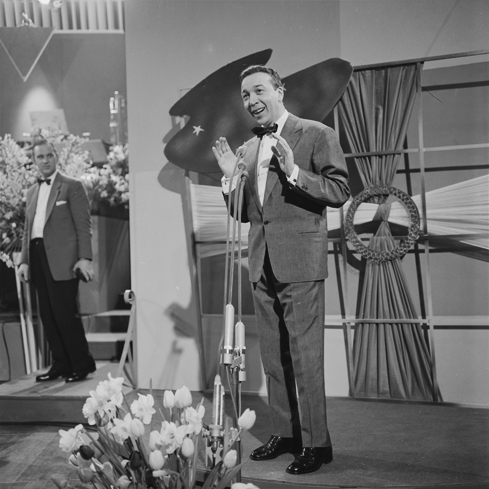
Андре Клаво в Гілверсумі (1958)
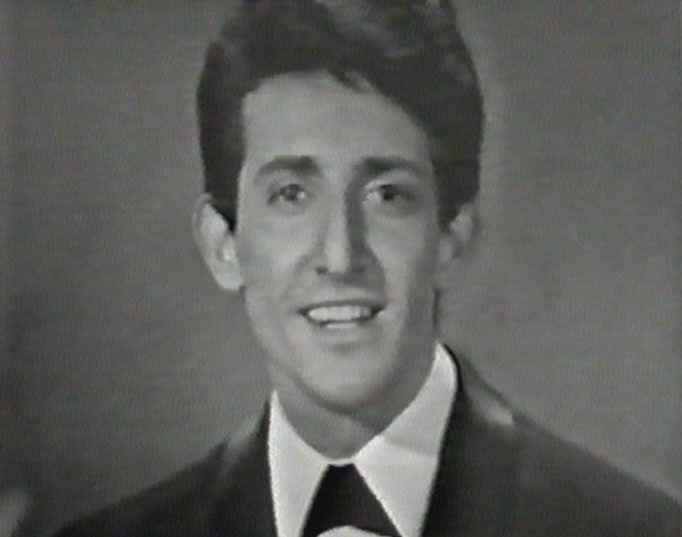
Гі Мардель в Неаполі (1965)
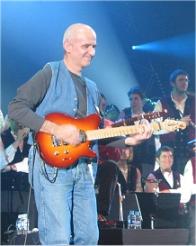
Дан Ар Браз в Осло (1996)
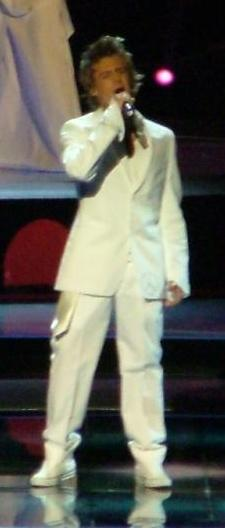
Жонатан Серрада в Стамбулі (2004)
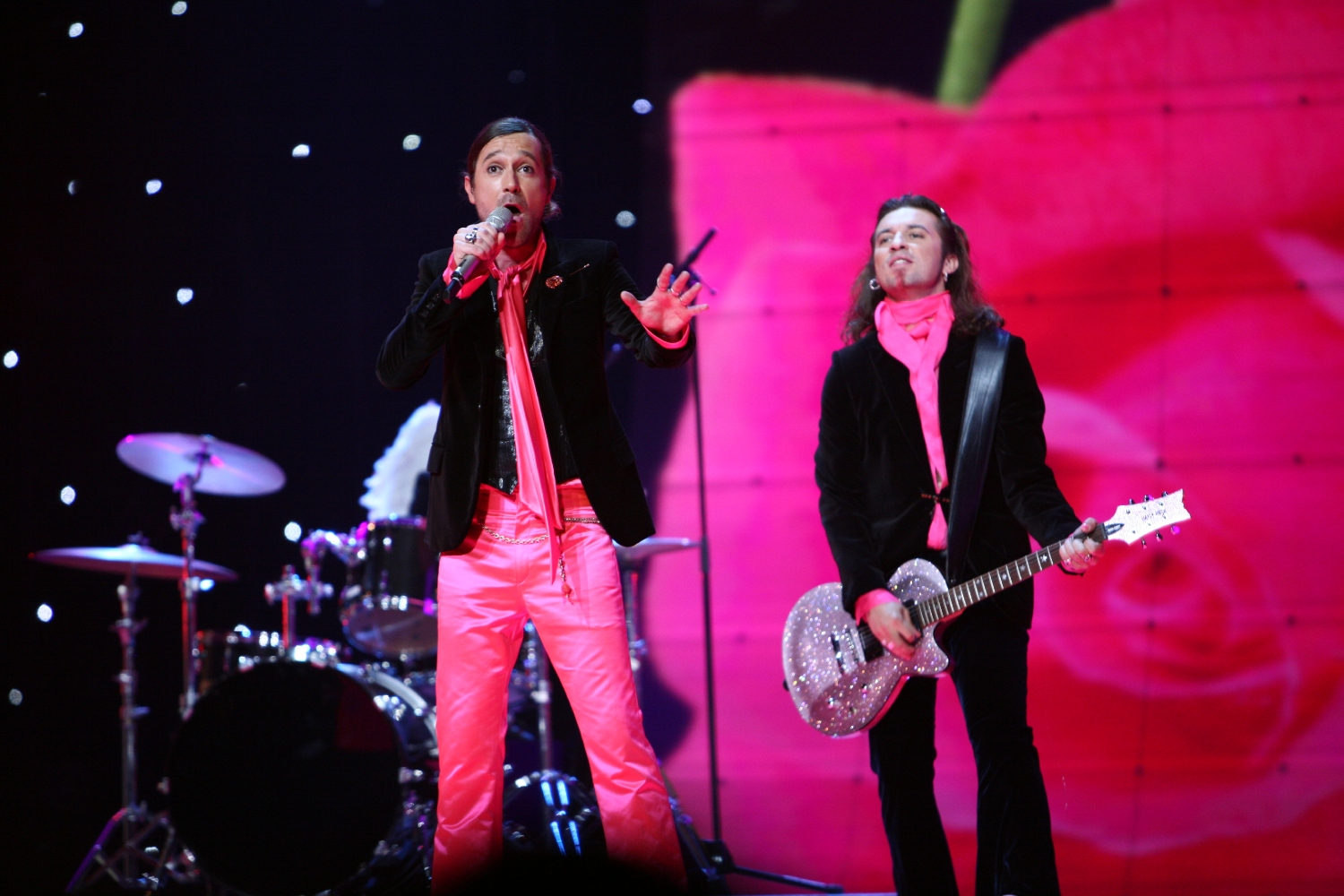
Les Fatals Picards в Гельсінкі (2007)
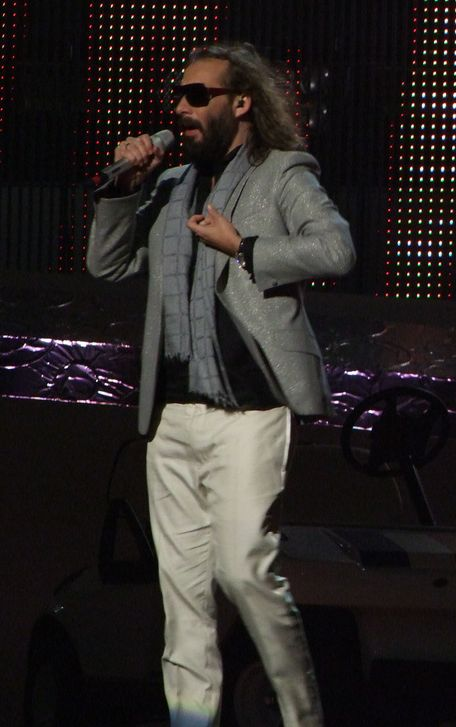
Себастьян Тельє в Белграді (2008)
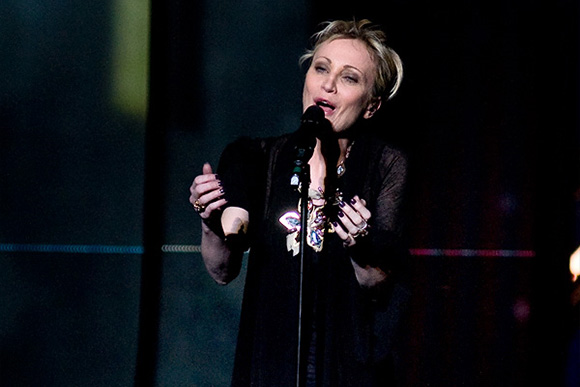
Патрісія Каас в Москві (2009)
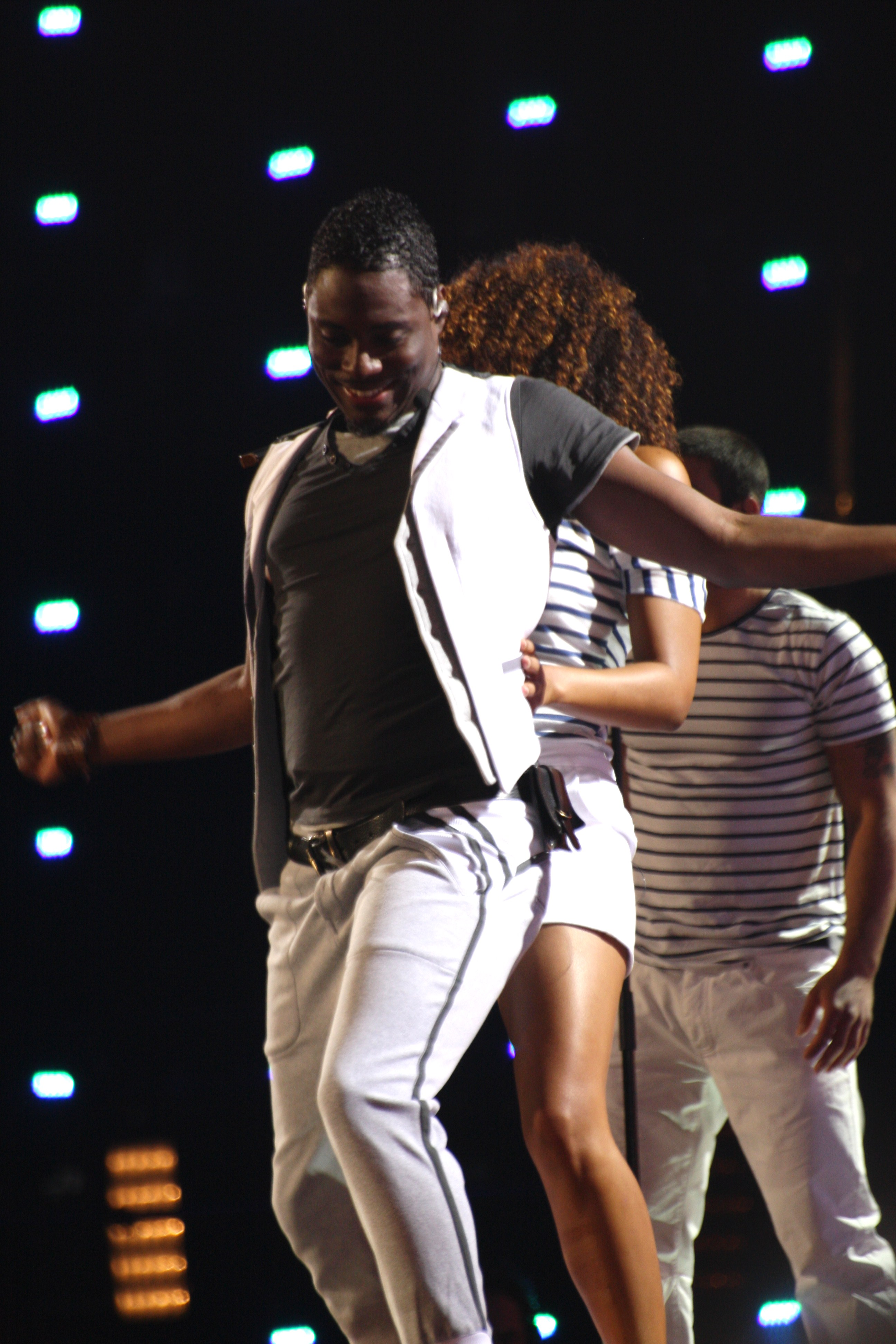
Джессі Матадор в Осло (2010)
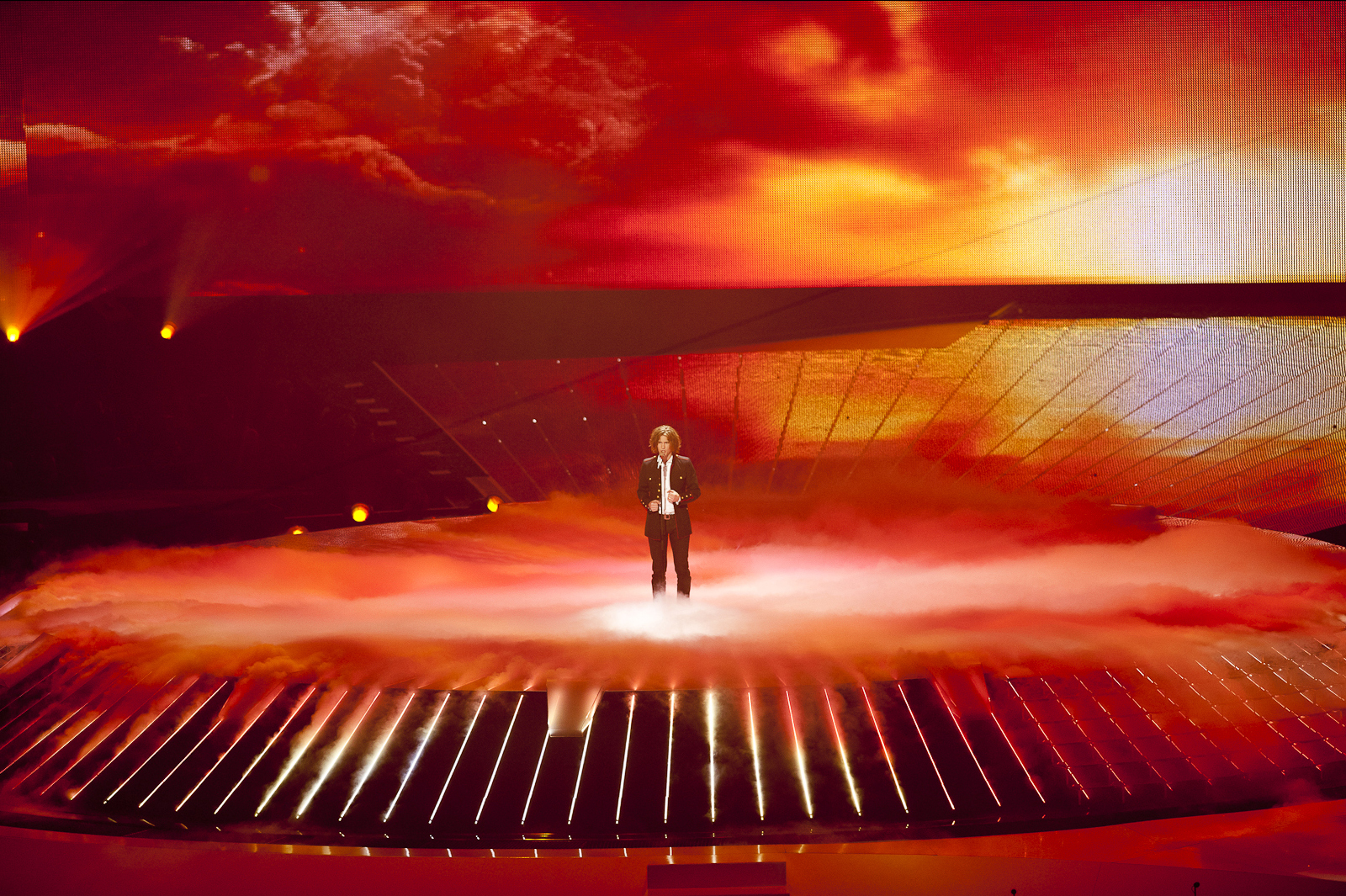
Аморі Вассілі в Дюссельдорфі (2011)
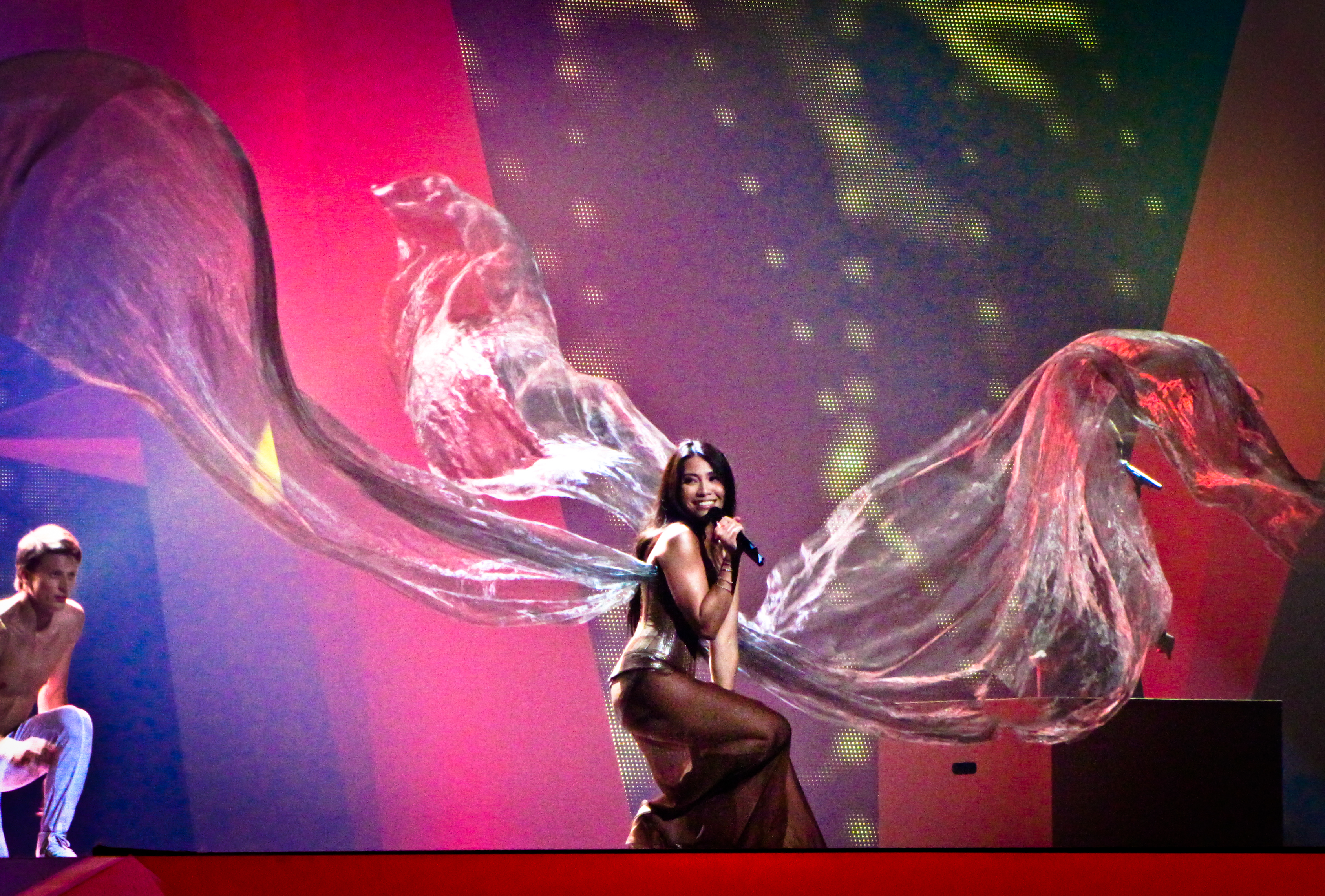
Анггун і Баку (2012)
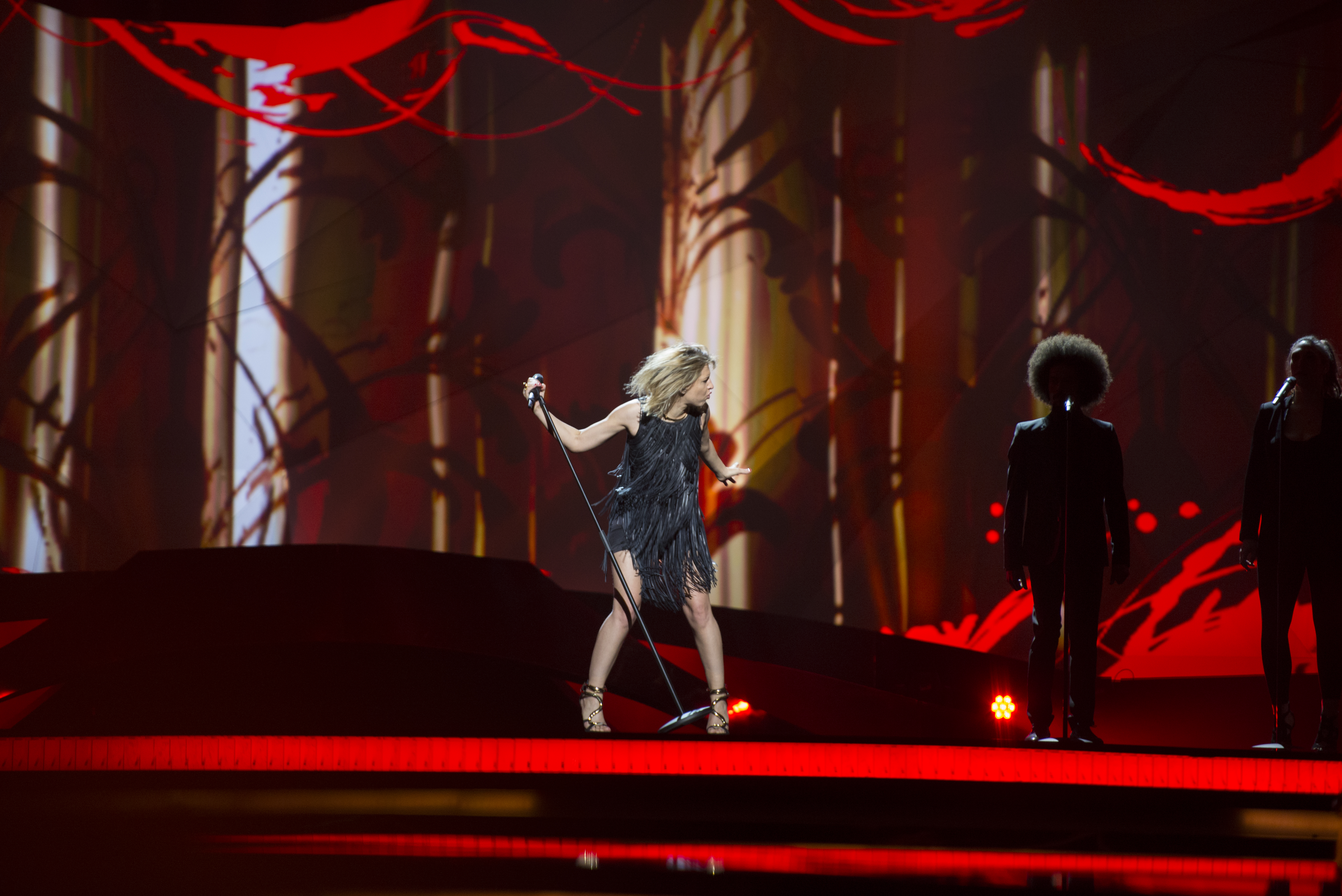
Амандін Буржуа в Мальме (2013)
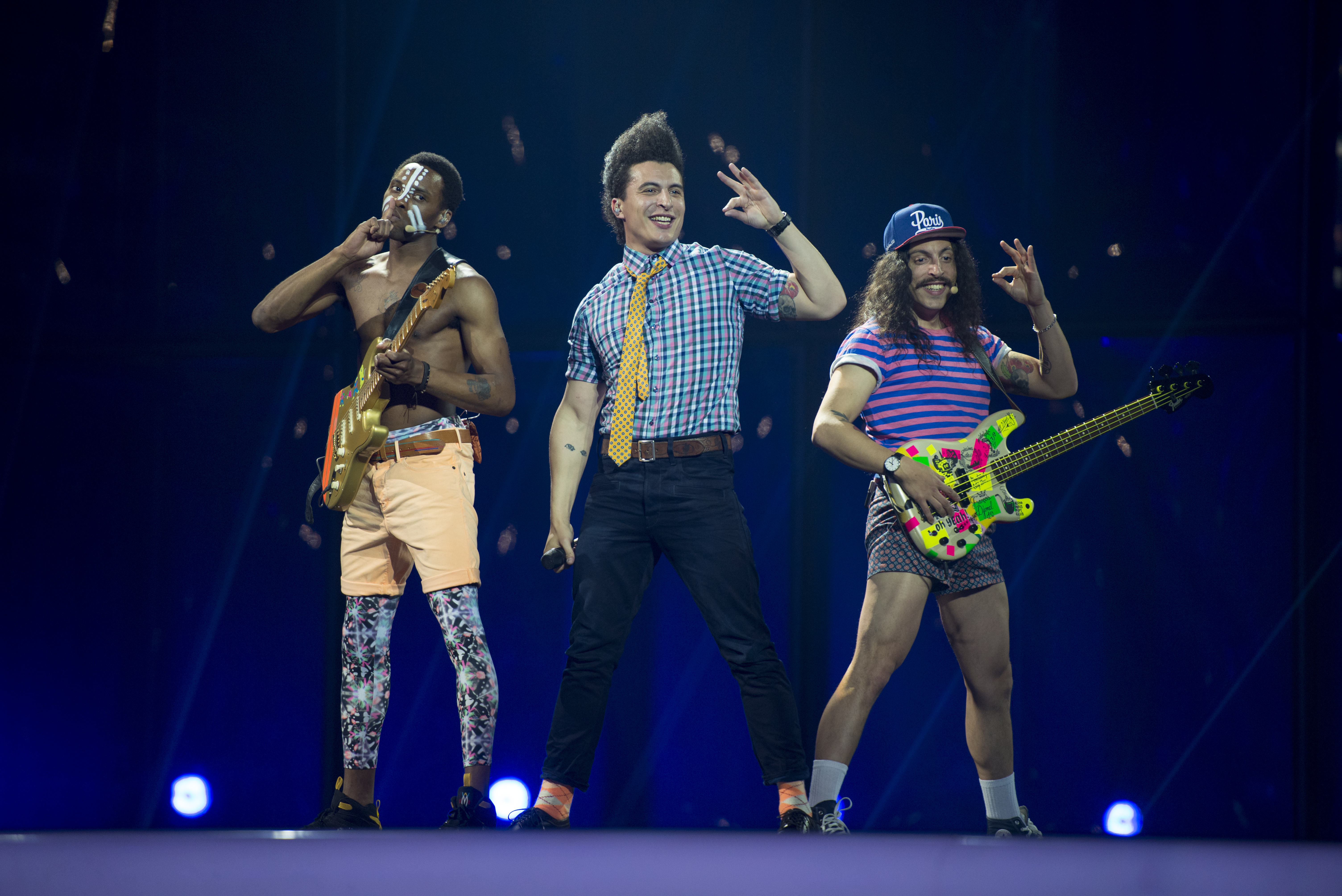
Twin Twin в Копенгагені (2014)
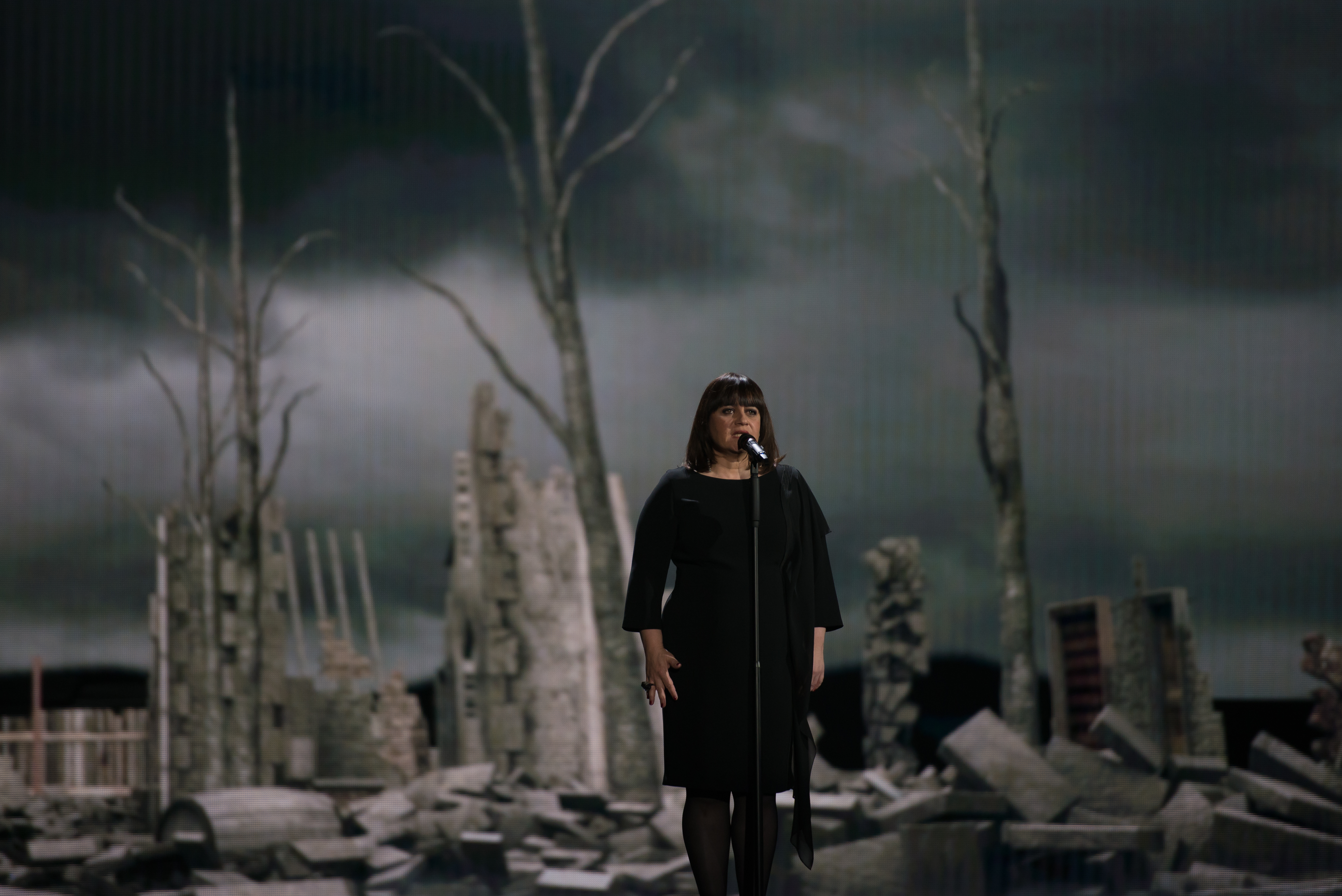
Ліза Анжель у Відні (2015)
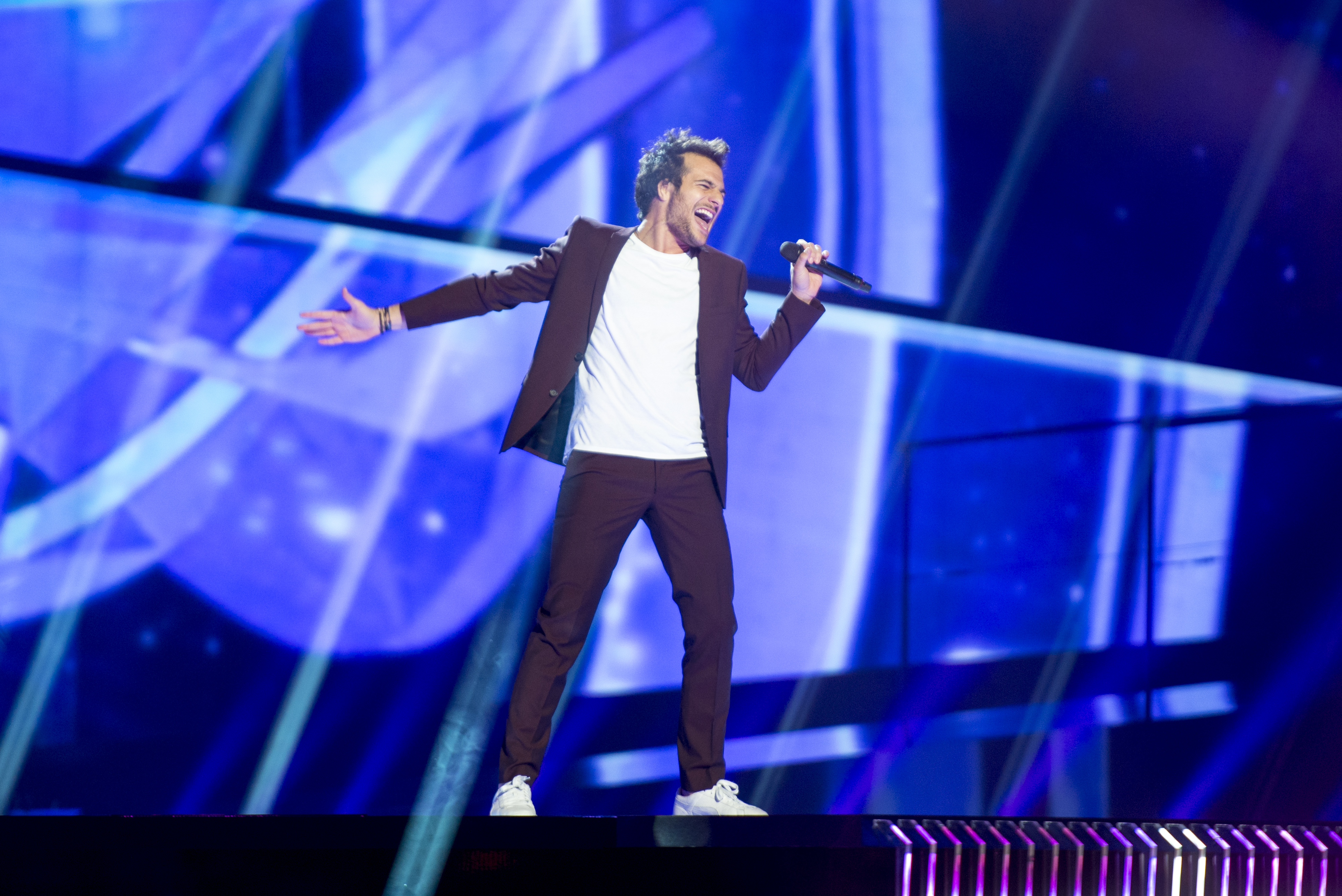
Амір Хаддад в Стокгольмі (2016)
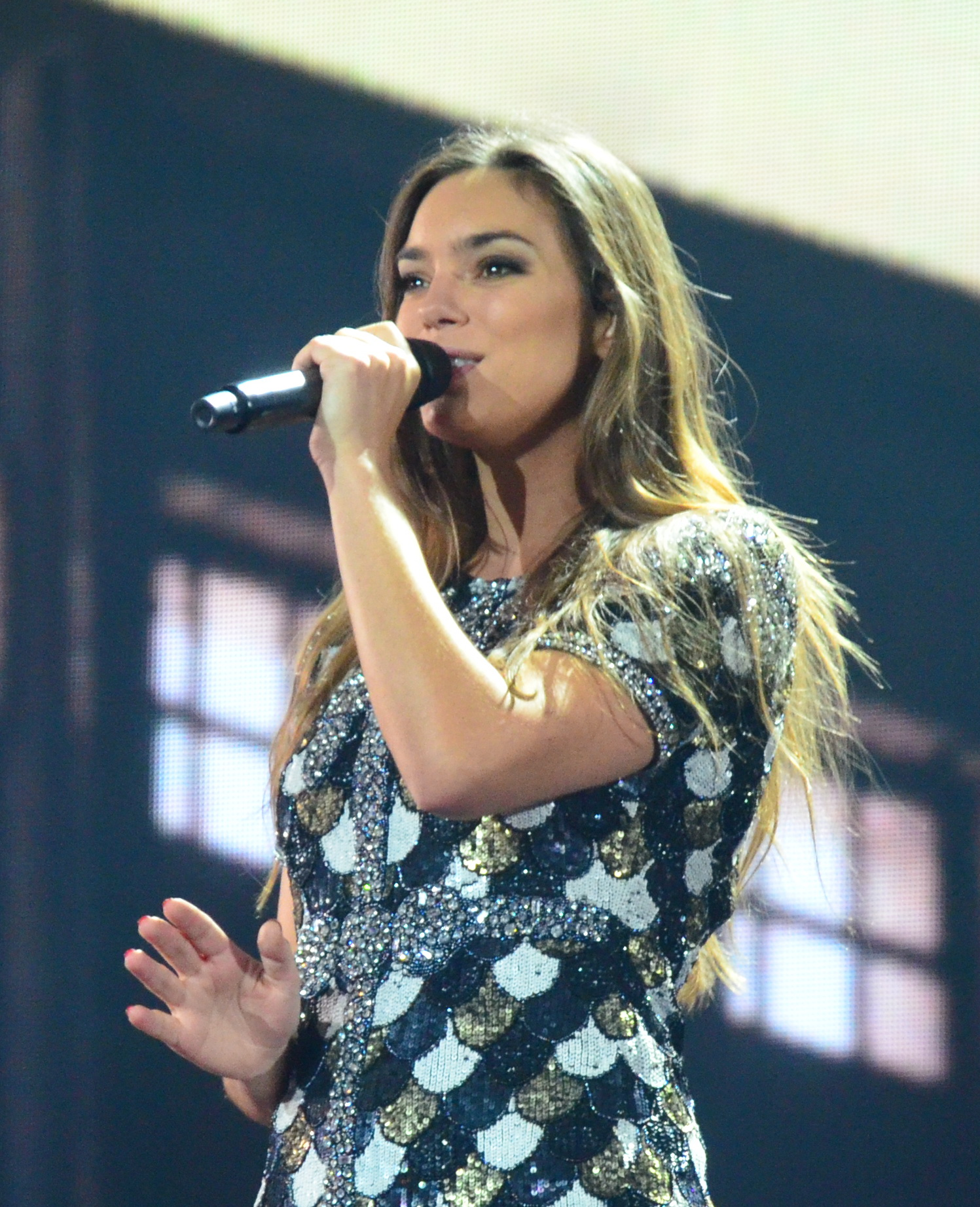
Альма в Києві (2017)
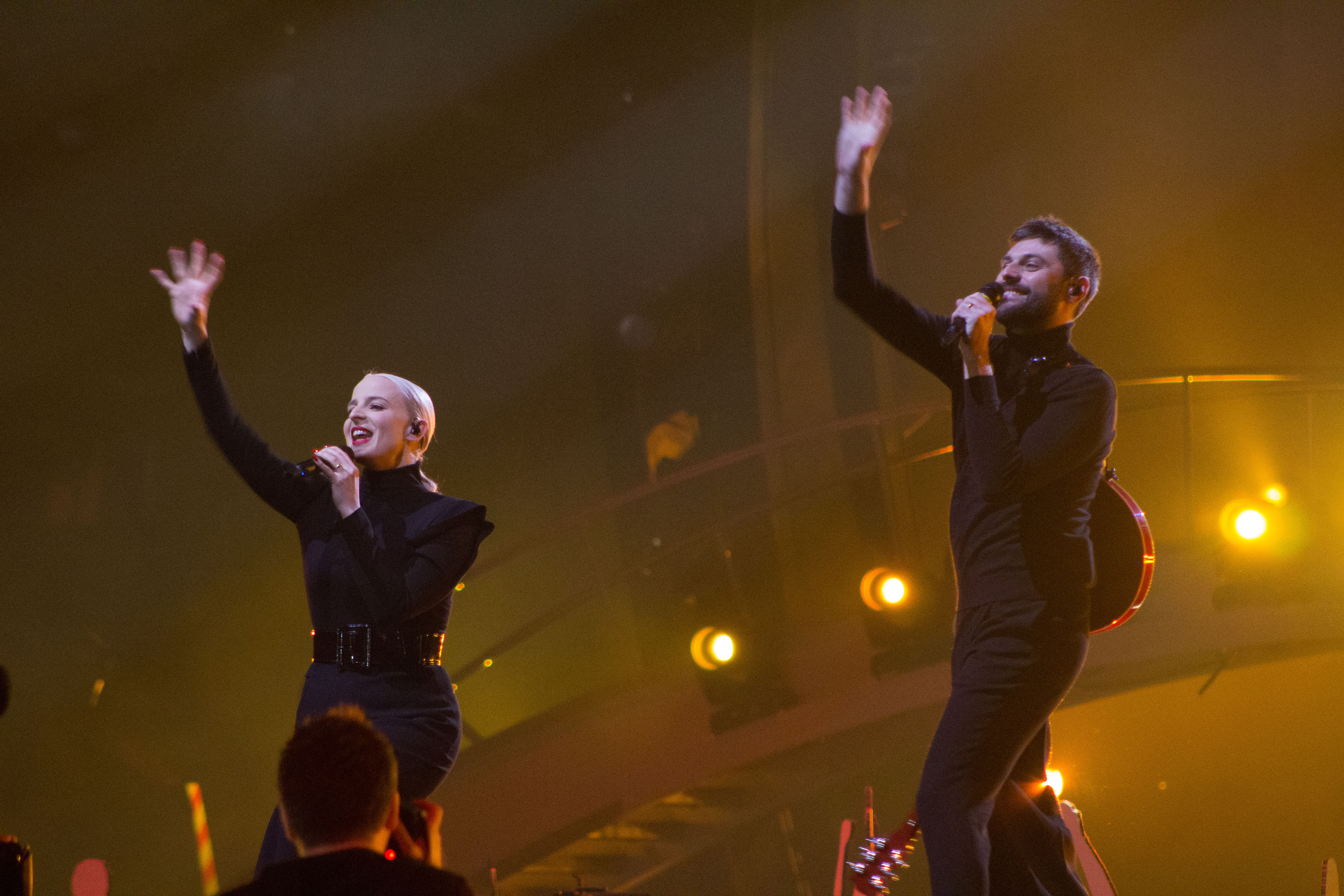
Madame Monsieur в Лісабоні (2018)
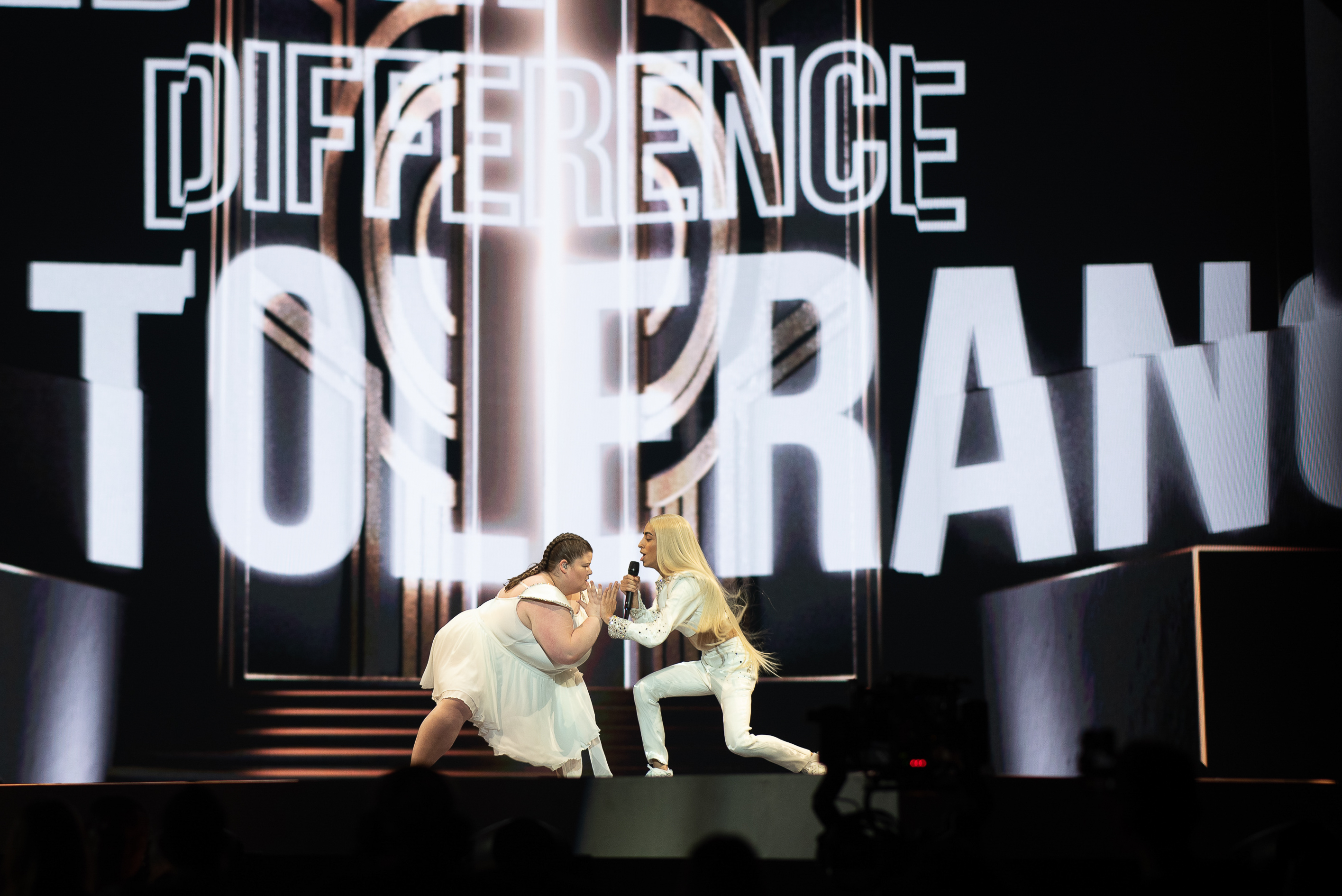
Білаль Ассані в Тель-Авіві (2019)
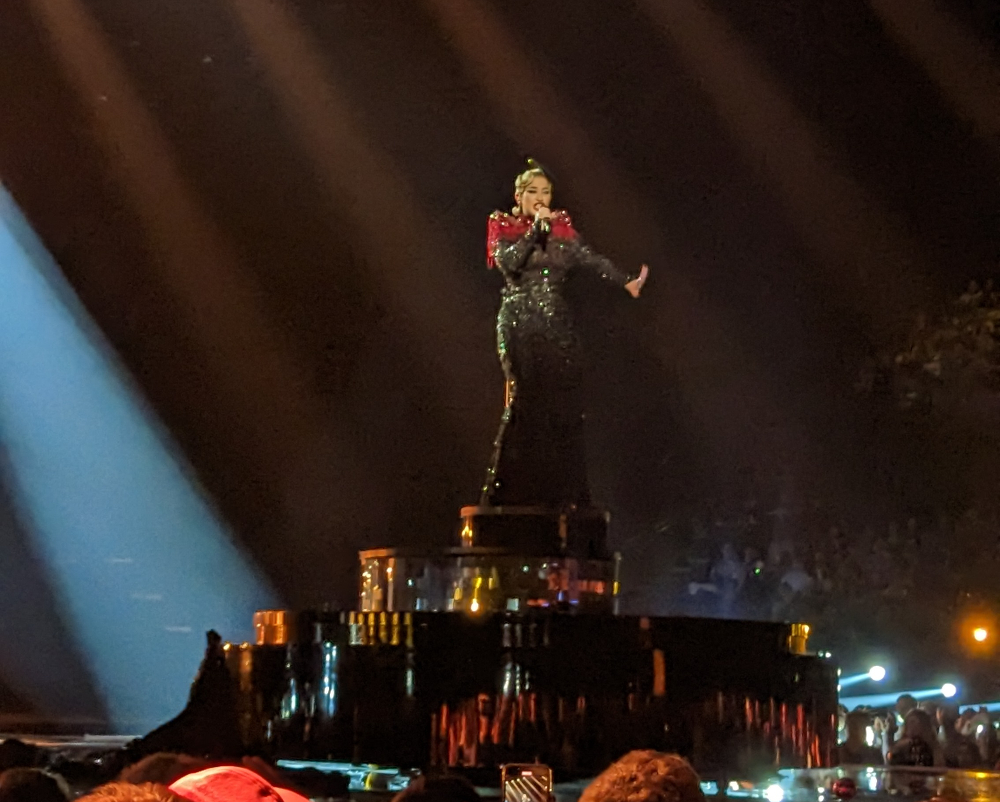
Ла Зарра в Ліверпулі (2023)
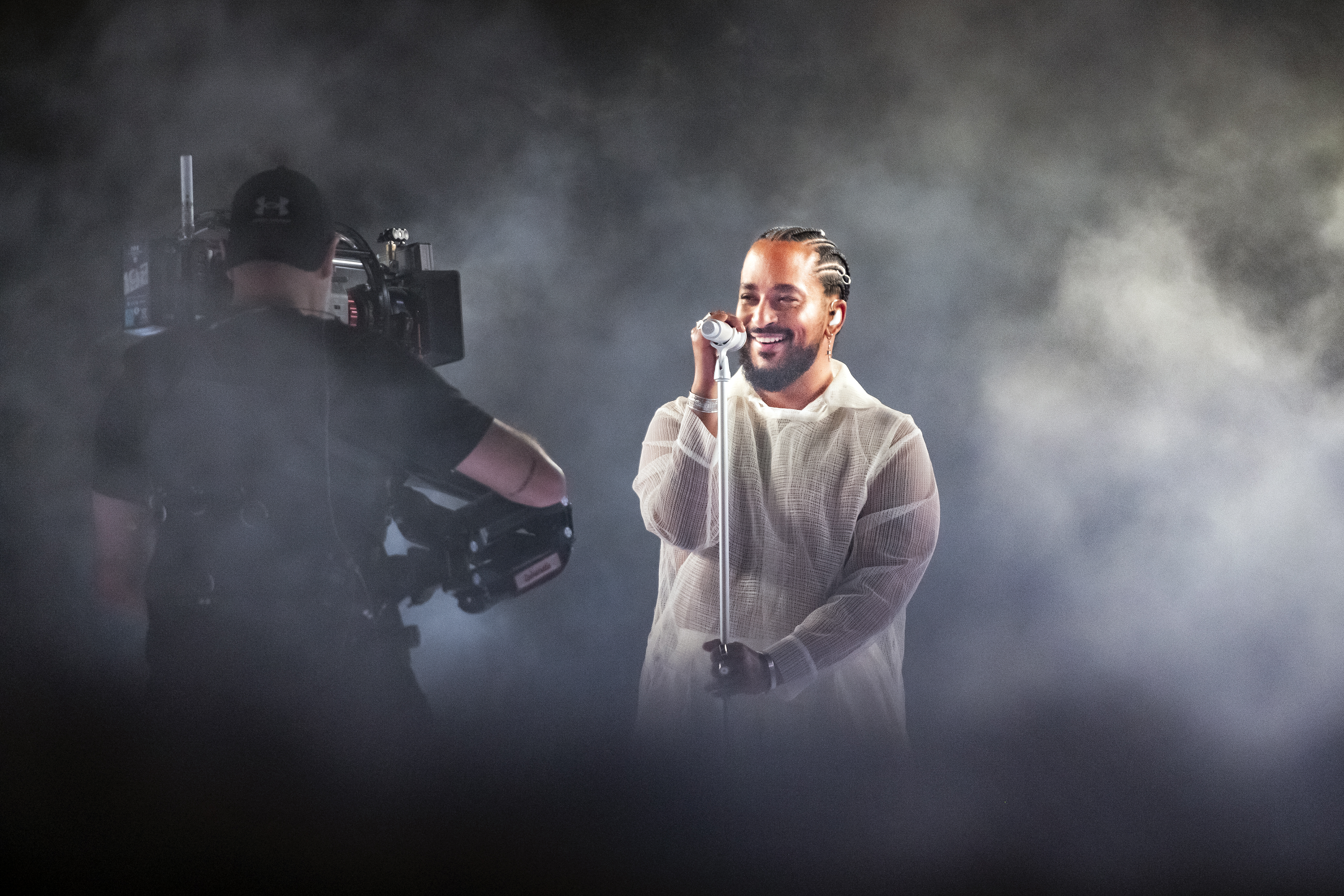
Сліман в Мальме (2024)
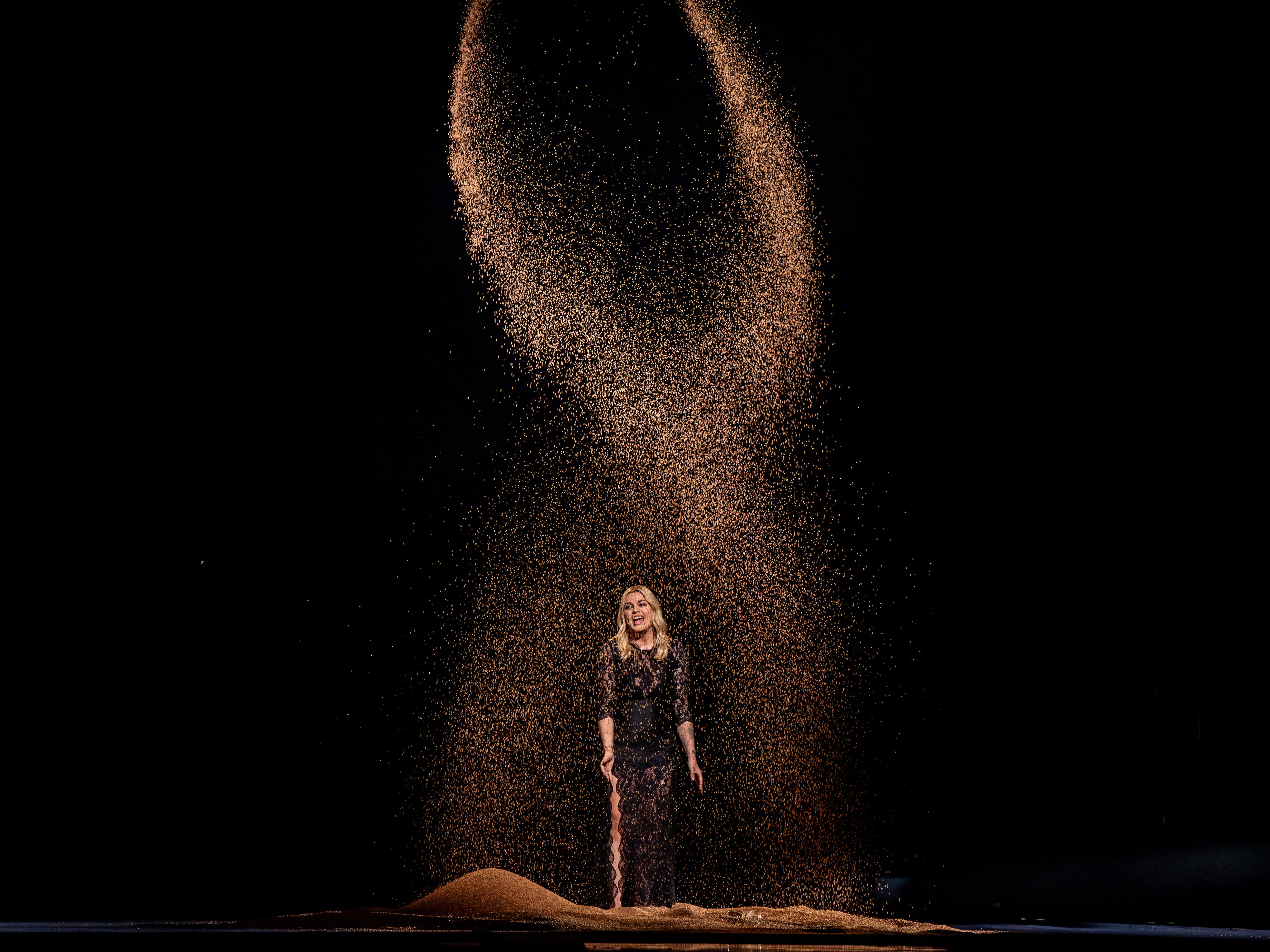
Луан в Базелі (2025)

## Нотатки
1. 1 2  Точні результати першого конкурсу 1956 року невідомі, оскільки було оголошено лише переможця. На офіційному сайті «Євробачення» всі інші країни-учасниці на другому місці.
2. ↑  Визначалось попередніми переможцями.
3. ↑  Визначалось коментаторами різних країн.
4. ↑  Також диригував для Австрії, Німеччини, Монако, Швеції та Швейцарії.
5. ↑  Також диригував для Австрії та Німеччини.
6. ↑  Був оголошений диригентом ще до відмови Франції від участі.
7. ↑  Деригував невеликою стрункою оранжування, доданою під час репетицій. Фактично,  він не взяв традиційний диригентський смичок.